# Franz Adler
Franz Adler (4. dubna 1899 Praha – někdy po 16. říjnu 1944 Osvětim) byl německý právník, docent ústavního práva na Německé univerzitě v Praze. Zahynul v koncentračním táboře Osvětim.

## Život a působení
Vystudoval práva na Německé univerzitě v Praze, roku 1921 byl promován doktorem práv. Poté absolvoval studijní pobyt na univerzitě v Berlíně, kde navštěvoval přednášky tvůrce Výmarské ústavy profesora Preusse. Po návratu do Prahy se v oboru státního a ústavního práva habilitoval a začal o něm na právnické fakultě německé univerzity přednášet. Zároveň pracoval jako úředník v České bance Union. Protože byl židovského původu, čelil na konci 30. let značné perzekuci ze strany německých studentů i profesorů, svému vyloučení z univerzity předešel tím, že sám na docenturu rezignoval. V roce 1943 byl spolu s manželkou a synem zařazen do transportu do Terezína, odtud byl po roce odeslán do Osvětimi, kde zahynul.
Franz Adler byl loajálním německy mluvícím právníkem první republiky, podílel se na budování státu a tím si získal uznání ze strany českých kolegů. Mj. spolupracoval na Slovníku veřejného práva československého, kam napsal heslo „President republiky“. Právě institut prezidenta, ale také ústavního soudu považoval za nejdůležitější záruky československé ústavnosti. Zpočátku byl striktním konstitucionalistou, podobně jako profesor Krejčí odmítal delegaci zákonodárné moci parlamentu na vládu, později svá stanoviska mírnil a kvůli zájmům státu začal hájil koncept zmocňovacích zákonů. Po jejich přijetí je ale odmítl, protože z jeho pohledu překročily rámec Československé ústavy.